# Коноваловас, Игнатас
Игнатас Коноваловас (лит. Ignatas Konovalovas; род. 8 декабря 1985, Паневежис) — литовский шоссейный велогонщик.

## Биография
Родился в литовском Паневежисе у велотренера Валерия Коновалова и велогонщицы Лаймы Зилпорите. Пойдя по стопам родителей, Коновалов занялся трековым и шоссейным велоспортом, он становился призёром европейского чемпионата среди юниоров в командной гонке преследования. В 2006 году переехал во Францию, а в следующем году попал в систему Crédit Agricole. В 2008 году получил профессиональную лицензию и стал выступать за основную команду. В 2009 году Коновалов перешёл в только что образованную швейцарскую Cervélo TestTeam. В мае он впервые проехал супермногодневку, завершившуюся для него триумфально. Он захватил лидерство в разделке последнего этапа Джиро д'Италия, но после него должна была финишировать почти сотня участников. Вскоре пошёл дождь, и никто кроме последнего стартовавшего, Дениса Меньшова, не смог опередить его график. Однако незадолго до финиша Меньшов упал на скользкой трассе, и победа досталась Коновалову. Чемпион Литвы в групповой гонке (2017). Семикратный чемпион Литвы в индивидуальной гонке. После ликвидации «Cervélo» Коновалов перешёл в Movistar Team. В 2013-2014 годах выступал за MTN Qhubeka.С 2016 года выступает за FDJ.

## Достижения
2005
- 3-й в индивидуальной гонке чемпионата Литвы

2006
- Чемпион Литвы в индивидуальной гонке
- Победы в общем зачёте и на 1-м этапе Ronde de l'Isard d'Ariège
- 2-й в групповой гонке чемпионата Литвы
- 3-й в командной гонке преследования молодёжного чемпионата Европы

2007
- Победа на 3-м этапе Ronde de l'Isard d'Ariège
- 2-й в групповой гонке молодёжного чемпионата Европы
- 2-й в групповой гонке чемпионата Литвы
- 2-й в гонке сразделкеым стартом чемпионата Литвы

2008
- Чемпион Литвы в индивидуальной гонке
- Победа на 2-м этапе Тура Люксембурга

2009
- Чемпион Литвы в гонке с индивидуальной гонке
- Победа на 21-м этапе Джиро д'Италия
- Победа на Джиро дель Мендризиотто

2010
- Чемпион Литвы в гонке с индивидуальной гонке

2013
- Чемпион Литвы в гонке с индивидуальной гонке
- 2-й в групповой гонке чемпионата Литвы

2014
- 3-й в групповой гонке чемпионата Литвы
- 2-й в индивидуальной гонке чемпионата Литвы

2015
- 1-й  в генеральной классификации Четыре дня Дюнкерка
- 3-й в индивидуальной гонке чемпионата Литвы

2016
- Чемпион Литвы в индивидуальной гонке

2017
- 4-й в генеральной классификации Четыре дня Дюнкерка
  - Победа на 5 этапе
- Чемпион Литвы в групповой гонке
- Чемпион Литвы в индивидуальной гонке

## Статистика выступлений наГранд Турах
| Гранд Тур | 2009 | 2010 | 2011 | 2012 | 2013 | 2014 | 2015 | 2016 | 2017 |
| --------- | ---- | ---- | ---- | ---- | ---- | ---- | ---- | ---- | ---- |
| Джиро     | 90   | 106  | 102  | -    | -    | -    | -    | 134  | -    |
| Тур       | -    | 127  | -    | -    | -    | -    | -    | -    |      |
| Вуэльта   | сход | -    | сход | -    | -    | -    | -    | -    |      |